# Conus pennaceus
Conus pennaceus é uma espécie de gastrópode do gênero Conus, pertencente à família Conidae.

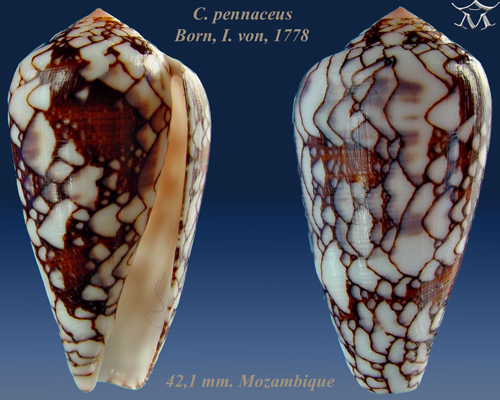
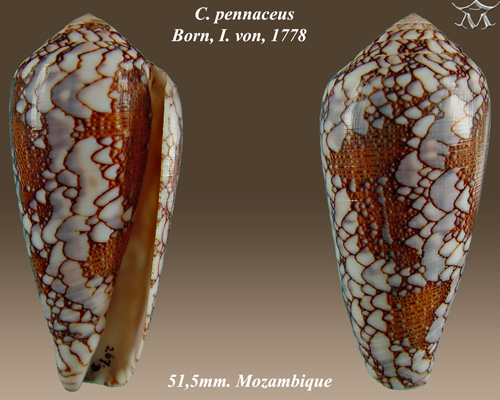
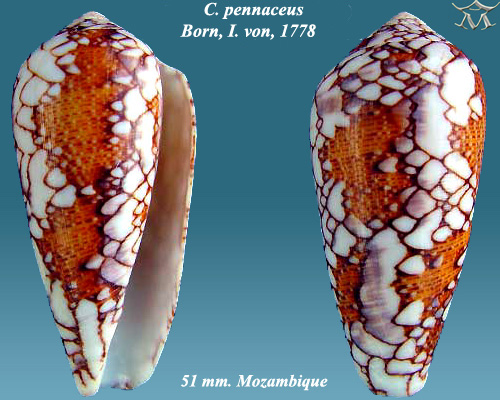
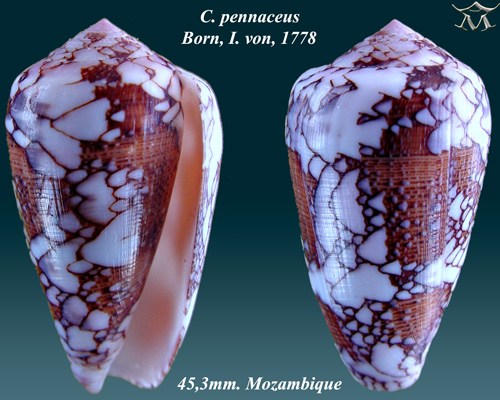
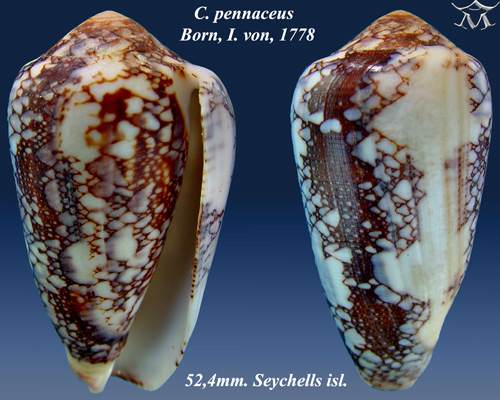
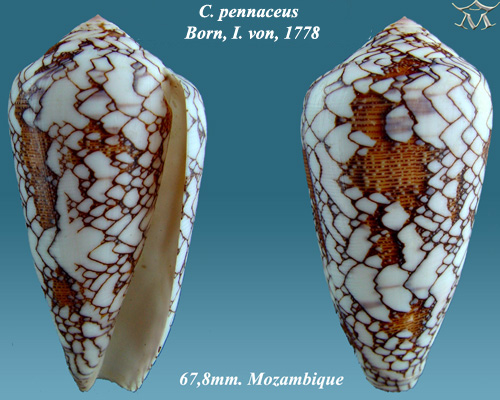
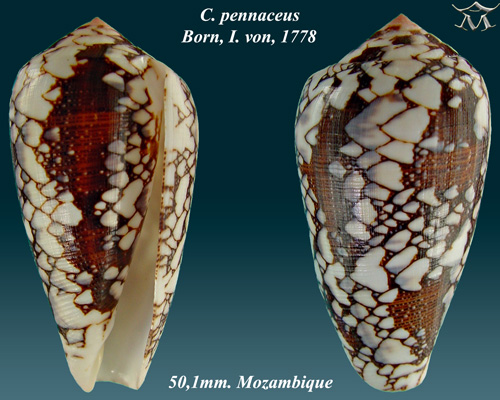
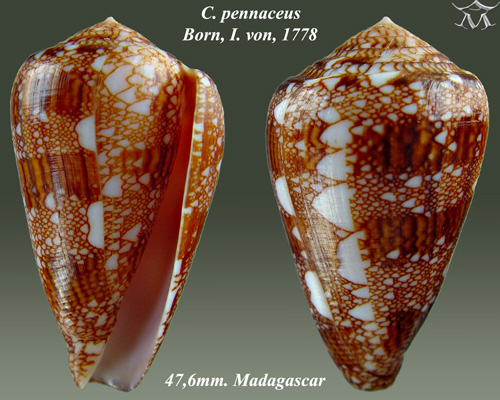
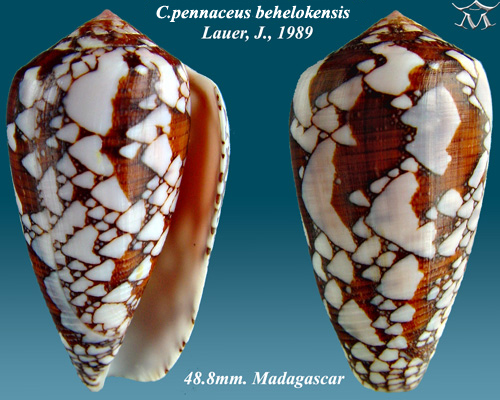
Conus pennaceus behelokensis Lauer, J., 1989
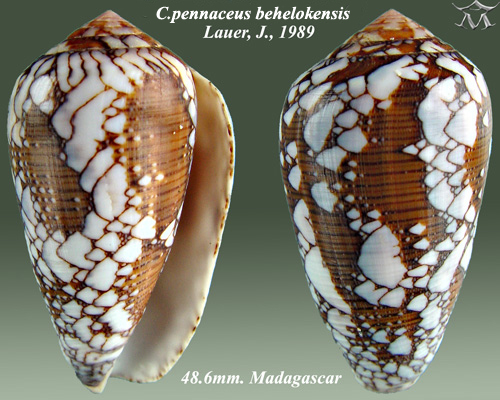
Conus pennaceus behelokensis Lauer, J., 1989
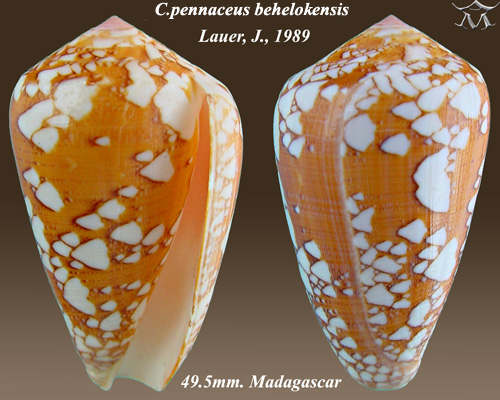
Conus pennaceus behelokensis Lauer, J., 1989
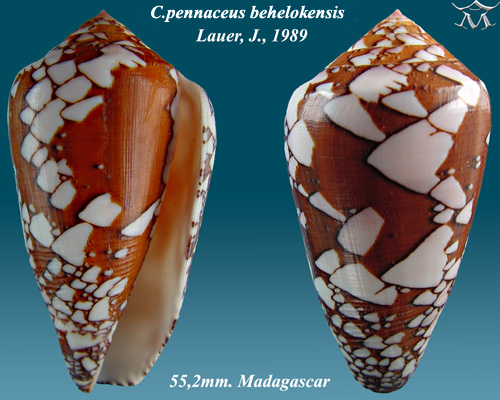
Conus pennaceus behelokensis Lauer, J., 1989